# Lookout (Kalifornija)
Lookout je naseljeno područje za statističke svrhe u američkoj saveznoj državi Kalifornija. Prema popisu stanovništva iz 2010. u njemu je živjelo 84 stanovnika.